# Isabel Parra
Violeta Isabel Cereceda Parra (Santiago, 29 de septiembre de 1939), conocida simplemente como Isabel Parra, es una cantautora, intérprete y folclorista chilena. Es una de las principales representantes de la Nueva Canción Chilena.

## Biografía
Isabel Parra es hija de Violeta Parra y principal responsable de la difusión de su legado a través de la Fundación Violeta Parra. Su vínculo con la música comienza, interpretando junto a su madre en distintos locales santiaguinos repertorio popular de los más variados estilos. Su trabajo como cantora de raíz folklórica se inicia en París, cantando a dúo con su hermano Ángel Parra y grabando el LP Los Parra de Chillán. En Chile comienza a grabar con el sello Demon en el inicio del Neo folklore, pero rápidamente consigue separarse de este movimiento por su temática y estilo auténtico de interpretación. Hace un aporte esencial a la cultura chilena con la creación, junto a Ángel, de la Peña de los Parra y con difundir en Chile las composiciones de Silvio Rodríguez. A fines de los sesenta pasa a ser un puntal de la Nueva Canción Chilena y adquiere celebridad con composiciones como Cantando por amor, Lo que más quiero y otras. En agosto de 1968 solidariza con el movimiento Iglesia Joven en la ocupación de la Catedral de Santiago, cantando en el interior del recinto mientras se prohibía el ingreso a los fieles.

### El exilio
Tras el golpe militar encabezado en 1973 por el dictador Augusto Pinochet contra el presidente socialista Salvador Allende, Isabel se radica en Francia —donde llegó en febrero de 1974 con su hija Milena—, y posteriormente en Argentina, para regresar a Chile en 1987. De ese período son otros temas famosos como Ni toda la tierra entera, sobre el exilio y Como una historia, dedicada a Víctor Jara. Gran parte de este período lo comparte con Patricio Castillo, quien se convierte en un músico primordial en sus grabaciones y recitales. También organizó, sobre la base de documentos, cartas, testimonios y fotos, El libro mayor de Violeta Parra, biografía publicada originalmente en Madrid en 1985.

### Retorno a Chile
El reencuentro con Chile no fue lo exitoso que se suponía, en parte, por las exigencias que impuso la dictadura para su retorno. Desde su vuelta a Chile y la restauración de la democracia se dedicó más al trabajo de la Fundación Violeta Parra. Desde entonces ha editado solo dos discos de canciones inéditas (Lámpara melodiosa y Colores), más una antología y dos compilaciones con algunos temas inéditos (Poemas y Puras cuecas). En 2005 ganó la competencia folclórica del Festival de Viña con el tema Cuecas al sol, interpretado por Camila Méndez. Entre los años 2004 y 2006 participó en el reestreno del Canto para una semilla, junto a Inti-Illimani Histórico.
En 2003 publicó Ni toda la tierra entera, testimonio lejos del país que "suma reproducciones de afiches de conciertos, letras de canciones y cartas del poeta brasileño Thiago de Mello, del trovador cubano Silvio Rodríguez y de su padre, Luis Cereceda", además de fotografías con otros músicos. En 2013 sacó una reedición ampliada en el sello Cuarto Propio. “Mi intención es que no se olvide el exilio que vivieron miles de chilenos. No se puede olvidar esta terrible historia y el libro es un testimonio de lo que dejó la dictadura”, explicó Isabel.

## Discografía
Tiene una fructífera discografía, que incluye más de una veintena de discos como solista, a los cuales hay que agregar los que publicó junto con su hermano Ángel Parra en el dúo Isabel y Ángel Parra, así como los álbumes en los que ha participado como colaboradora o bien interpretados junto con otros intérpretes. A continuación se listan sus álbumes de estudio. Los restantes se encuentran en los respectivos anexos.

### Isabel y Ángel Parra

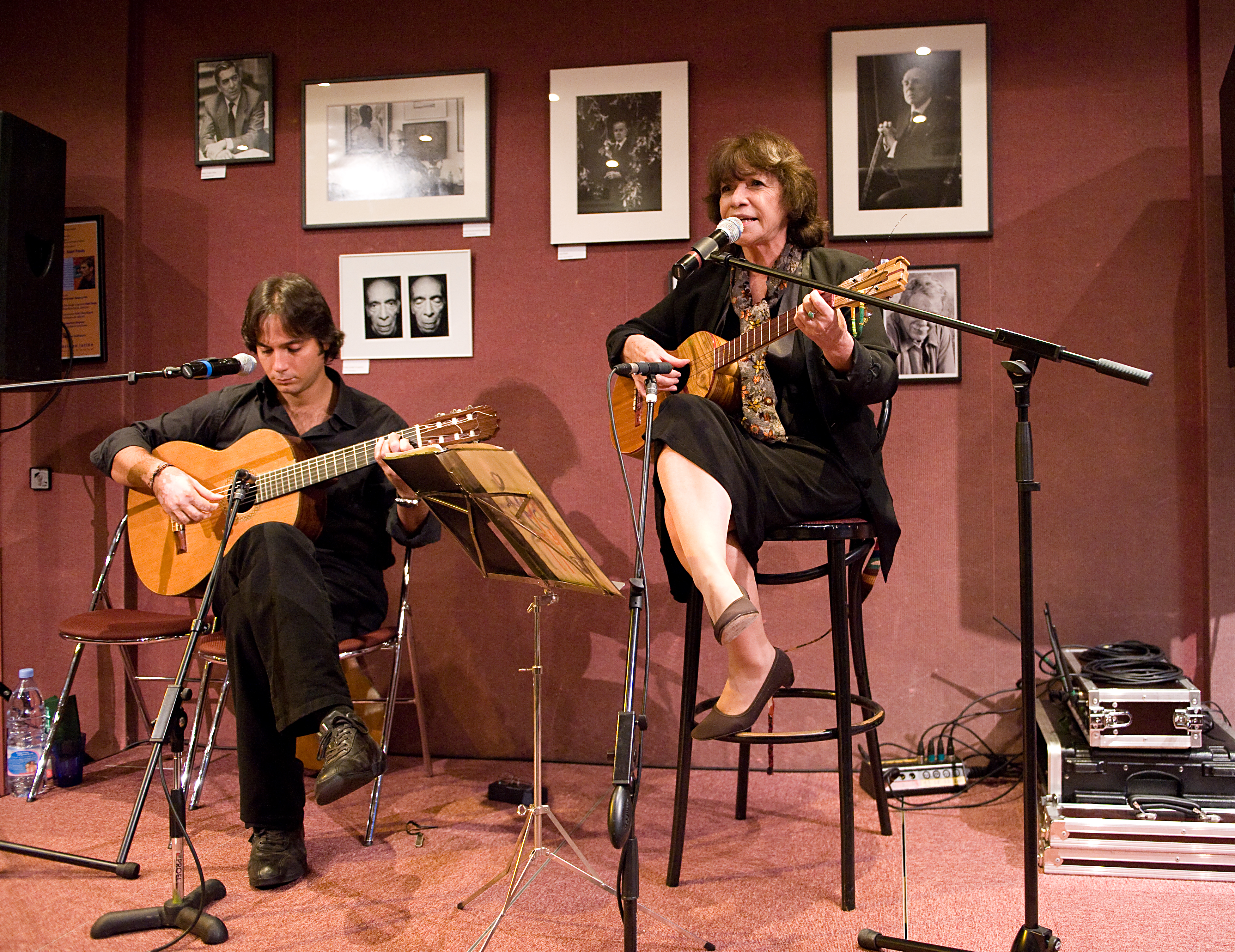
Isabel Parra con el guitarrista napolitano Roberto Trenca en un concierto en la Casa de América Latina, París, 2008.

- 1963 - Au Chili avec los Parra de Chillán
- 1966 - Los Parra de Chile
- 1967 - De Violeta Parra
- 1968 - La peña de los Parra, vol. II
- 1976 - Isabel y Ángel Parra
- 1981 - Isabel et Ángel Parra

### Como solista
- 1966 - Isabel Parra
- 1968 - Isabel Parra, vol. 2
- 1969 - Cantando por amor
- 1970 - Violeta Parra
- 1971 - De aquí y de allá
- 1972 - Canto para una semilla (con Inti-Illimani y Carmen Bunster)
- 1972 - Isabel Parra y parte del Grupo de Experimentación Sonora del ICAIC (con el GESI)
- 1974 - Vientos del pueblo (con Patricio Castillo)
- 1976 - Isabel Parra de Chile
- 1976 - Recital Club Vanguardia (con Patricio Castillo)
- 1977 - Cantos de Violeta
- 1978 - Canto per un seme (con Inti-Illimani y Edmonda Aldini)
- 1978 - Canto para una semilla (con Inti-Illimani y Marés González)
- 1978 - Isabel Parra en Cuba
- 1979 - Acerca de quien soy y no soy
- 1983 - Tu voluntad más fuerte que el destierro
- 1985 - Chant pour une semence (con Inti-Illimani y Francesca Solleville)
- 1987 - Enlaces
- 1994 - Lámpara melodiosa (Como dos ríos)
- 2000 - Colores
- 2002 - Poemas
- 2003 - Ni toda la tierra entera (CD del libro)
- 2007 - Continuación (con Roberto Trenca)
- 2014 - Con los pies en la Tierra

## Filmografía
| Año  | Título                                | Rol        | Notas                   | Ref.   |
| ---- | ------------------------------------- | ---------- | ----------------------- | ------ |
| 1970 | Autorretrato                          | Música     | Largometraje de ficción | [ 13 ] |
| 1983 | Chile, no invoco tu nombre en vano    | Música     | Largometraje documental | [ 14 ] |
| 1984 | Regreso                               | Música     | Cortometraje documental | [ 15 ] |
| 2002 | Cofralandes IV – Evocaciones y valses | Intérprete | Largometraje documental | [ 16 ] |
| 2015 | Perla                                 | Música     | Largometraje de ficción | [ 17 ] |